# Clubiona rava
Clubiona rava este o specie de păianjeni din genul Clubiona, familia Clubionidae, descrisă de Simon, 1886.
Este endemică în Senegal. Conform Catalogue of Life specia Clubiona rava nu are subspecii cunoscute.